# Juozas Bastys
Juozas Bastys (*  20. November 1934 in Naujokaičiai, Rajongemeinde Šakiai; † 8. Oktober 1994) war ein litauischer Politiker.

## Leben
Nach dem Abitur 1953 in Raudonė bei Jurbarkas arbeitete er in der Redaktion der Zeitung in der Rajongemeinde Jurbarkas und von 1954 bis 1958 als Pädagoge im Kinderheim Gelgaudiškis sowie in den Schulen Lukšiai und Pavilkijys. Von 1958 bis 1961 war er Sekretär des Komsomol in Šakiai. Von 1961 bis 1991 leitete er einen Kolchos in Kriūkai und 1992 das Unternehmen UAB „Agrolina“ als Direktor. Von 1992 bis 1995 war er Mitglied im Seimas.
Ab 1989 war er Mitglied der Lietuvos demokratinė darbo partija (LDDP), vorher der KPdSU.
Er war verheiratet. Mit seiner Frau Aldona hatte er fünf Kinder, darunter Mindaugas (* 1965).